# Tel-Tel Stadium
A Tel-Tel Stadium baseball-videójáték, melyet a Sunsoft fejlesztett és jelentetett meg. A játék 1990. október 10-én jelent meg Japánban, kizárólag Mega Drive otthoni videójáték-konzolra. A játék a Tel-Tel madzsonggal karöltve alkotta a Tel-Tel sorozatot, melyek a mesterséges intelligencia által vezérelt ellenfelek mellett a Sega MegaModem hardverkiegészítő és a Sega Net Work System szolgáltatás segítségével internetes többjátékos módot is biztosítottak.

## Játékmenet

Az ütőjátékos a dobójátékos dobására vár

A játékos a vezetőedző szerepét veheti magára, a játékosokat nem lehet közvetlenül irányítani. A dobó- és ütőjátékosoknak különböző parancsokat lehet kiosztani, amiket azok a helyzettől függően követnek vagy sem. A játék többjátékos módja szövegalapú, míg az egyjátékos mód a szövegen felül grafikát is tartalmaz. A játékban harminc különböző baseballcsapat kapott helyet; a valós Nippon Professional Baseball-csapatokon felül little league baseball- és pankrátorokból álló alakulatok is szerepelnek.

## Fogadtatás
A Famicú japán szaklap szerkesztői 26/40 pontra értékelték a játékot.

## Fordítás
- Ez a szócikk részben vagy egészben  a   Tel-Tel Stadium című angol Wikipédia-szócikk ezen változatának fordításán alapul.  Az eredeti cikk szerkesztőit annak laptörténete sorolja fel. Ez a jelzés csupán a megfogalmazás eredetét és a szerzői jogokat jelzi, nem szolgál a cikkben szereplő információk forrásmegjelöléseként.